# Giuseppe Argentesi
Giuseppe Argentesi (Chivasso, 12 agosto 1965) è un allenatore di calcio ed ex calciatore italiano, di ruolo difensore.

## Carriera

### Giocatore
È stato un difensore (per la precisione rivestiva il ruolo di libero) che, dopo essere cresciuto nel Torino, con la cui Primavera ha vinto il Torneo di Viareggio nelle stagioni 1983-1984 e 1984-1985, oltre ad uno scudetto ed a una Coppa Italia di categoria, ha poi militato in serie B ed in serie A nel Brescia, nel Pisa e nel Mantova tra la fine degli anni Ottanta e l'inizio degli anni Novanta. Fece l'esordio in Serie A il 19 ottobre 1986 nella partita Brescia-Udinese (1-0) in cui segnò anche la sua prima rete in massima serie.
Dal 1991 è stato un lungo peregrinare per i campi della Serie C, tra cui quelli del Prato, dell'Alessandria, del Ponsacco, della Pro Vercelli e del Viareggio.
Nel 2001 abbandona il calcio professionistico, giocando in Serie D ancora per quattro stagioni con le maglie di Castelfiorentino e di Fortis Juventus, prima di concludere nel 2006 in Eccellenza con il Sangimignano. Nel 2011 è all' Accento

### Allenatore
Subito dopo il ritiro ha intrapreso la carriera da allenatore alla guida della Sestese: la sua avventura dura però pochi mesi dopo i quali viene esonerato. La stagione seguente è assunto dal Lanciotto Campi Bisenzio dove rimane per una stagione e mezza, fino al gennaio 2009 quando consensualmente il club e l'allenatore decidono di porre termine al rapporto.
Nel 2010 è vice di Giuseppe Incocciati sulla panchina dell'Atletico Roma in Prima Divisione (ex-Serie C1). Nell'autunno 2012 si riavvicina alla sua terra natale e subentra sulla panchina del Brandizzo nel girone B della Promozione Piemonte e Valle d'Aosta. Dopo due stagioni, nelle quali ottiene tranquille salvezze sfiorando poi la zona play off, sale di categoria ingaggiato dal Volpiano in Eccellenza per la stagione 2014-2015. La squadra, neo promossa, si salva con svariate giornate d'anticipo sulla fine del campionato. Il 1º settembre 2015 torna a collaborare con Incocciati, subentrato sulla panchina del Martina Franca nel girone C di Lega Pro, nel ruolo di vice allenatore della formazione pugliese. Dal settembre 2016 allena la categoria "Esordienti B" professionisti del Tuttocuoio. 

## Palmarès

### Giocatore

#### Competizioni nazionali
- Eccellenza: 1

Sangimignano: 2004-2005